# Escuela palatina

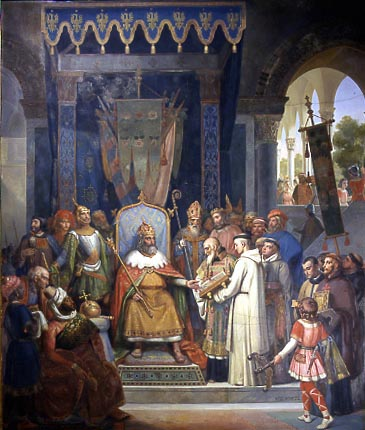
Alcuino y otros clérigos presentan manuscritos a Carlomagno en el Palacio de Aquisgrán, ante su corte (pintura histórica de Jean-Victor Schnetz, 1830).

La Escuela palatina (Schola palatina, en latín) fue la escuela fundada por el emperador Carlomagno en el palacio de su capital, Aquisgrán, durante el denominado Renacimiento carolingio, un periodo de florecimiento intelectual durante la Alta Edad Media. La escuela palatina era parte del plan de hacer renacer la cultura para fortalecer su Imperio. Se convirtió en el centro educativo más renombrado de la época y sirvió de ejemplo para la creación de otras escuelas (Escuelas carolingias).

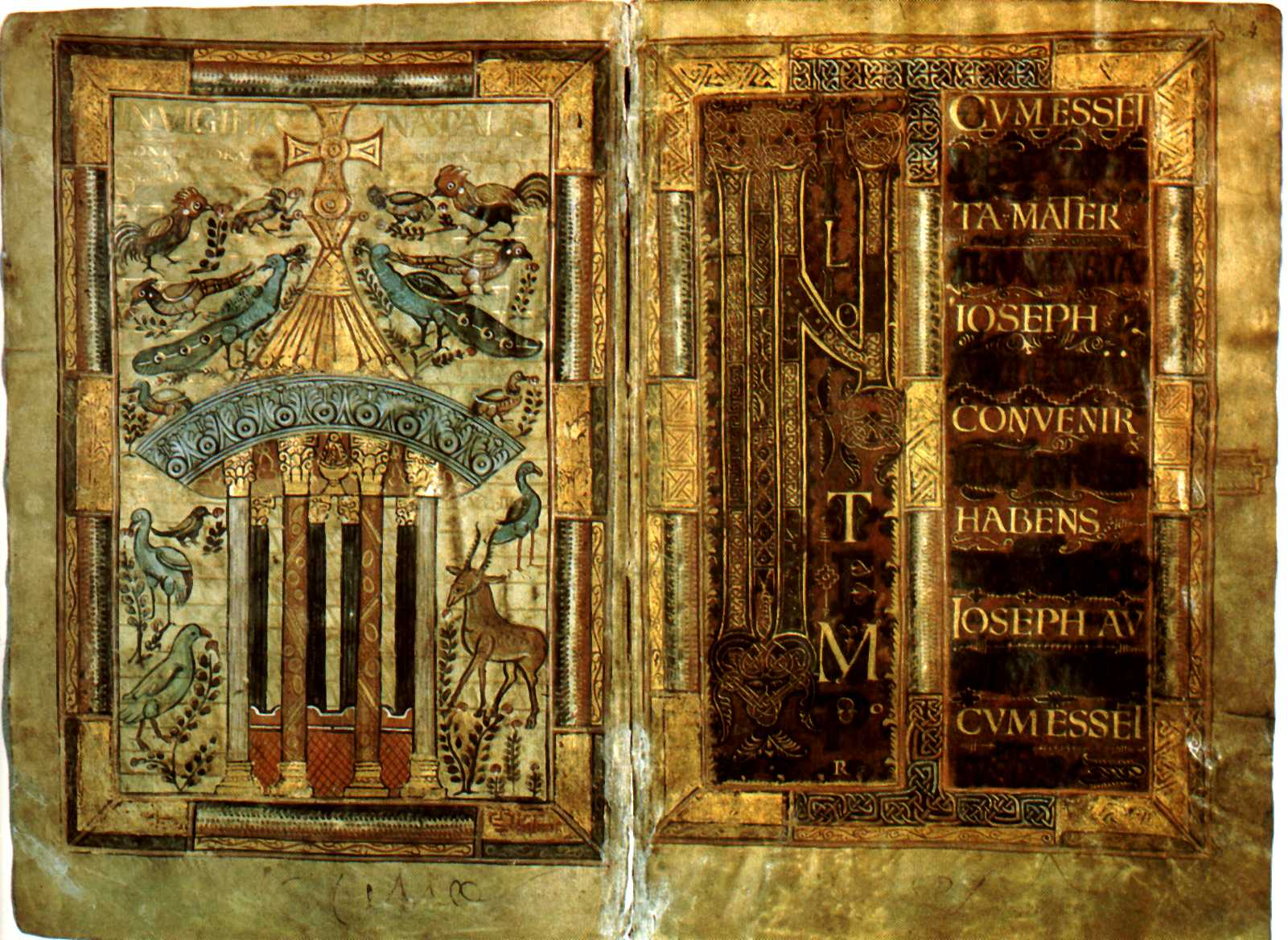
Evangeliario de Godescalco, en el que trabajó el iluminador Godescalco (Godescalcus, Gottschalk), del scriptorium de Aquisgrán, entre 781 y 783. Contiene un poema, escrito en minúscula carolingia, sobre el viaje de Carlomagno a Italia de 781, en el que precisamente reclutó a Alcuino.

Fue dirigida, desde 782, por Alcuino de York, un clérigo procedente de Britania, que contó con la ayuda de algunos de los más prestigiosos sabios de la cristiandad latina: los irlandeses José Escoto, Clemente de Irlanda, Cruindmelo, Donato de Fiesole y Dungal; los francos Adelardo de Corbie y Angilberto de Centula; los ítalo-longobardos Pablo el Diácono, Pedro de Pisa y Paulino de Aquilea; Teodulfo de Orleans (de origen hispano-visigodo, que sustituyó a Alcuino en 796); o Eginardo (procedente del monasterio de Fulda —Fulda, en la actual Alemania—), que fue alumno de la propia escuela desde 791 (con 16 años) y llegó a ser íntimo colaborador de Carlomagno y de su sucesor, Ludovico Pío, hasta la crisis imperial de 830. Es precisamente Eginardo la principal fuente sobre la Escuela palatina, a través de su Vita Karoli Magni.
Ninguna de las dependencias del Palacio era un local fijo de la Escuela, aunque existía una biblioteca (cuya ubicación no ha podido ser determinada) y un scriptorium que produjo manuscritos y servía de archivo y escuela de escritura, donde trabajaba una turba scriptorum ('abundancia de copistas'). Carlomagno convocaba a los profesores en cualquier lugar de su elección (incluso la piscina o el comedor) para que le recitaran poemas o le informaran de algún asunto. El grado de instrucción del propio emperador como alumno de su propia Escuela no está claro. Algunas fuentes lo presentan como un completo iletrado, y otras señalan que sus dificultades se restringían a escribir latín.
Alcuino definió varios ordines dentro del personal a su cargo: sacerdotes Christi, medici, versifici, scriptores. Cada orden estaba dirigido por un magister.
La Escuela palatina educaba a los hijos del emperador y a los nutritii ('alimentados'), los hijos de la aristocracia que se criaban en Palacio (convivae, aulici —'áulicos', de Aula regis o Aula regia—, palatini —de donde viene el término «paladines»—).
El plan de estudios que se seguía era el trivium et quadrivium definido en las Institutiones de Casiodoro (retórica, gramática y dialéctica; geometría, astronomía, aritmética y música). Se utilizaban también textos de Martianus Capella, Boecio, Isidoro de Sevilla y Beda el Venerable.

## Escuelas carolingias
Carlomagno emitió en 787 una carta a todos los obispos y abades del Imperio para la generalización del modelo de su Escuela Palatina en catedrales (escuela catedralicia) y monasterios (escuela monástica); asunto en el que insistió en el Concilio de Aquisgrán de 789.

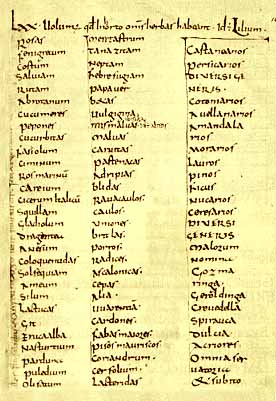
Capitulare de villis, atribuido a Alcuino y el propio Carlomagno en colaboración.

Rábano Mauro, que no se vinculó directamente con Aquisgrán, aunque sí conoció en Tours a Alcuino, estableció escuelas semejantes en el monasterio de Fulda y en el obispado de Maguncia, así como en Solenhofen, Celle, Hirsfeld, Petersburg y Hirschau, además de influir en las de Reichenau y Saint Gall, que estuvieron bajo la responsabilidad de Waldo de Reichenau. En la zona occidental del Imperio (el futuro reino de Francia), además de Tours (donde se retiró Alcuino), se establecieron escuelas en Reims, Auxerre, Laon y Chartres, anteriores todas ellas a la de París, donde enseñó Clemente de Irlanda. En el norte de Italia, en Pavía y Bobbio. Posteriormente, en la zona de Flandes se crearon las de Utrecht, Lieja y Saint Laurent.

## Scholae palatinaeypalatini
No debe confundirse esta institución educativa carolingia, de finales del siglo VIII y comienzos del siglo IX, con una denominación similar, pero en plural: las Scholae palatinae ('escuelas palatinas') eran cuerpos militares de élite, destinados a la guardia imperial durante el mandato de Constantino el Grande (siglo IV, en el Bajo Imperio Romano), que sustituyeron a los Equites singulares Augusti (la caballería de la guardia pretoriana).
Como palatini se conocía a los comitatenses palatini ('tropas de palacio'), escoltas del emperador cuya jerarquía era un grado inferior a los scholares.

## Academia palatina
Aunque en algunas fuentes se distinguen ambos conceptos, es habitual denominar a la Escuela palatina de Aquisgrán como Academia Palatina, denominación que llevaron también otras instituciones:
- la efímera Academia Palatina de Napóles, fundada en 1698 por el virrey Luis Francisco de la Cerda, duque de Medinaceli,[17] y a la que perteneció Gianbattista Vico como docente de retórica;[18]

- la Academia Palatina de Ciencias (Kurpfälzischen Akademie der Wissenschaften o Academiae Theodoro-Palatinae, Mannheim, 1763–1803),[19] que se transformó en la Academia de Ciencias de Heidelberg (Heidelberger Akademie der Wissenschaften).[20][21]